# La doña
 (срп. Госпођа) мексичко-америчка је теленовела, продукцијске куће Телемундо, снимана током 2016. и 2017.

## Синопсис
Прича прати Алтаграсију, успешну пословну жену, власницу престижне инвеститорске комапније. Мада на први поглед делује као челична жена без осећања, она заправо живи с траумама из прошлости. Дешавања из младости обележила су је заувек и оковала њено некад чисто и пуно срце празнином и ледом. Притом, није затворила врата само срећи, већ и породици. Мало ко зна да наизглед хладнокрвна пословна жена има ћерку Монику. Она је добродушна девојка која живи у скромним условима и тешко ради да би се бринула о себи и свом оцу, особи с инвалидитетом. На мајчинску љубав никад није рачунала, с обзиром на то да ју је Алтаграсија одбацила још као бебу, не желећи да чује за њу.
Међутим, Алтаграсијин живот мења се из корена кад упозна Саула, адвоката који се специјализовао за одбрану жена које су биле жртве насиља. Иако се одавно заклела да никад неће пустити праву љубав у свој живот, Саул је полако, али сигурно наводи да промени мишљење. Ствари се компликују кад се испостави да и Алтаграсијина ћерка гаји симпатије према њему, а чорбу ће додатно зачинити Јесенија, тетка главне јунакиње, која дане проводи бавећи се враџбинама…

## Глумачка постава

### Главне улоге
| Глумац:          | Улога:               |
| ---------------- | -------------------- |
| Арасели Арамбула | Алтаграсија Сандовал |
| Давид Чокаро     | Саул Агире           |
| Дана Паола       | Моника Ернандез      |

### Споредне улоге
| Глумац:                  | Улога:                   |
| ------------------------ | ------------------------ |
| Ребека Џонс              | Јесенија Сандовал        |
| Одисео Бичир             | Лазаро Ернандез          |
| Габријела Роел           | Асусена Агире            |
| Андреа Марти             | Регина Сандовал          |
| Карлос Торес             | Фелипе Валензуела        |
| Дијего Солдано           | Данијел Љамас            |
| Хуан Риос Канту          | Рафаел Кабрал            |
| Хуан Карлос Ремолина     | Мигел Пресијадо          |
| Марија дел Кармен Феликс | Летисија Кабрал          |
| Мануел Блехерман         | Алехандро Сеспедес       |
| Мајра Сијера             | Карен Веларде            |
| Естебан Соберанес        | Франциско Вега           |
| Симоне Викторија         | Магдалена Санчез         |
| Гаво Фигера              | Хорхе Моја               |
| Роберто Кихано           | Габино Домингез          |
| Клаудио Рока             | др Адолфо Мендоза        |
| Рене Гарсија             | Гиљермо Контрерас        |
| Марио Моран              | Емилиано Кабрал          |
| Мичел Олвера             | Исабела Сандовал         |
| Лео Делујо               | Дијего Падиља            |
| Хисел Кури               | Маргарита Васкез         |
| Гонзало Гузман           | Маркос Белтран           |
| Мауро Санчез Наваро      | Мануел                   |
| Данијела Баскопе         | Валерија Пуертас         |
| Маурисио Исак            | Хустино Лопез "Лопесито" |
| Фатима Молина            | Лидија Корона            |
| Хосе Марија Галеано      | Браулио Падиља           |
| Ванеса Рестрепо          | Химена                   |
| Рафаел Санчез Наваро     | Хаиме Агире              |